# Gazzada Schianno

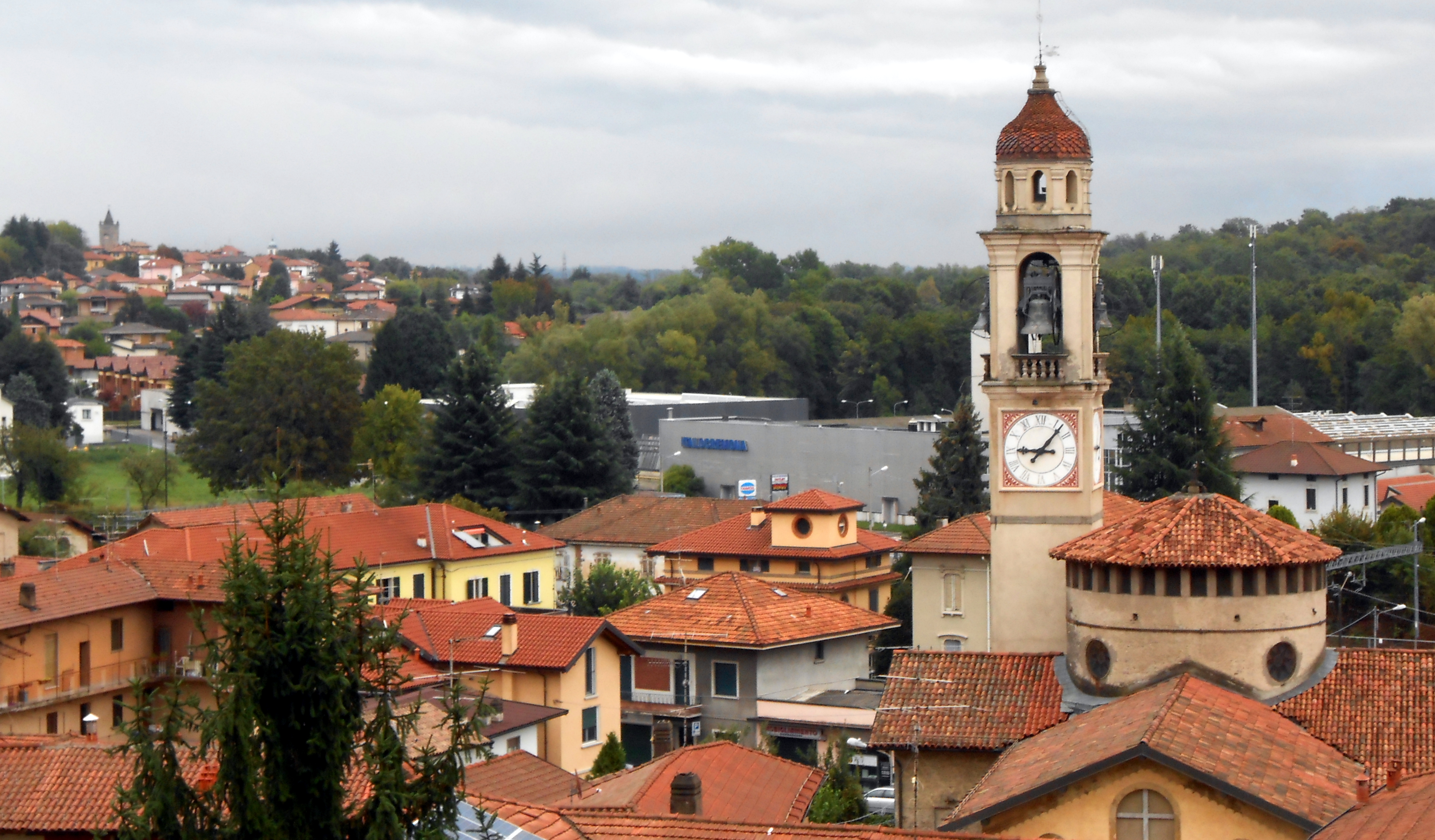
Gazzada

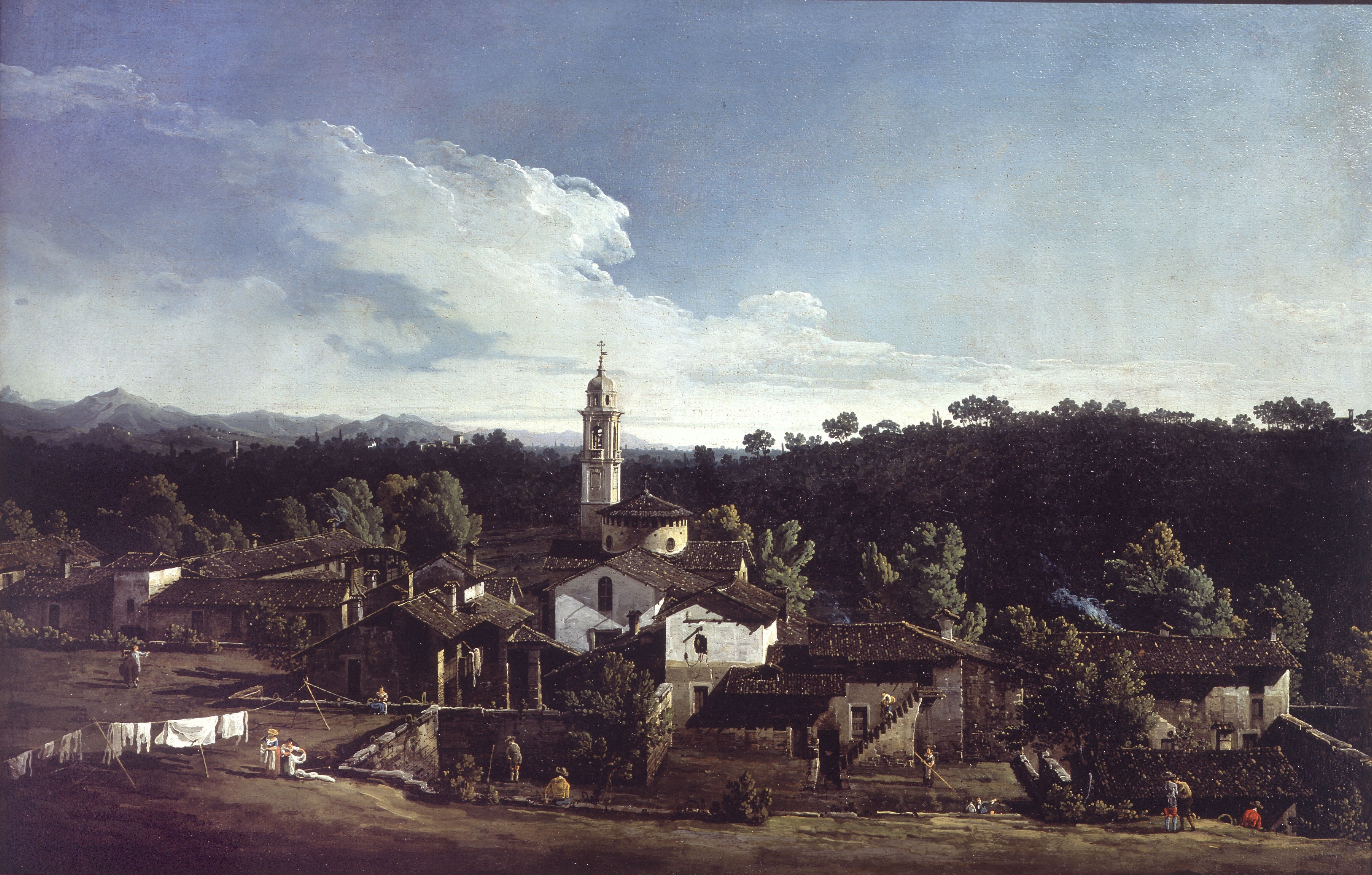
Gazzada, Gemälde von Bernardo Bellotto

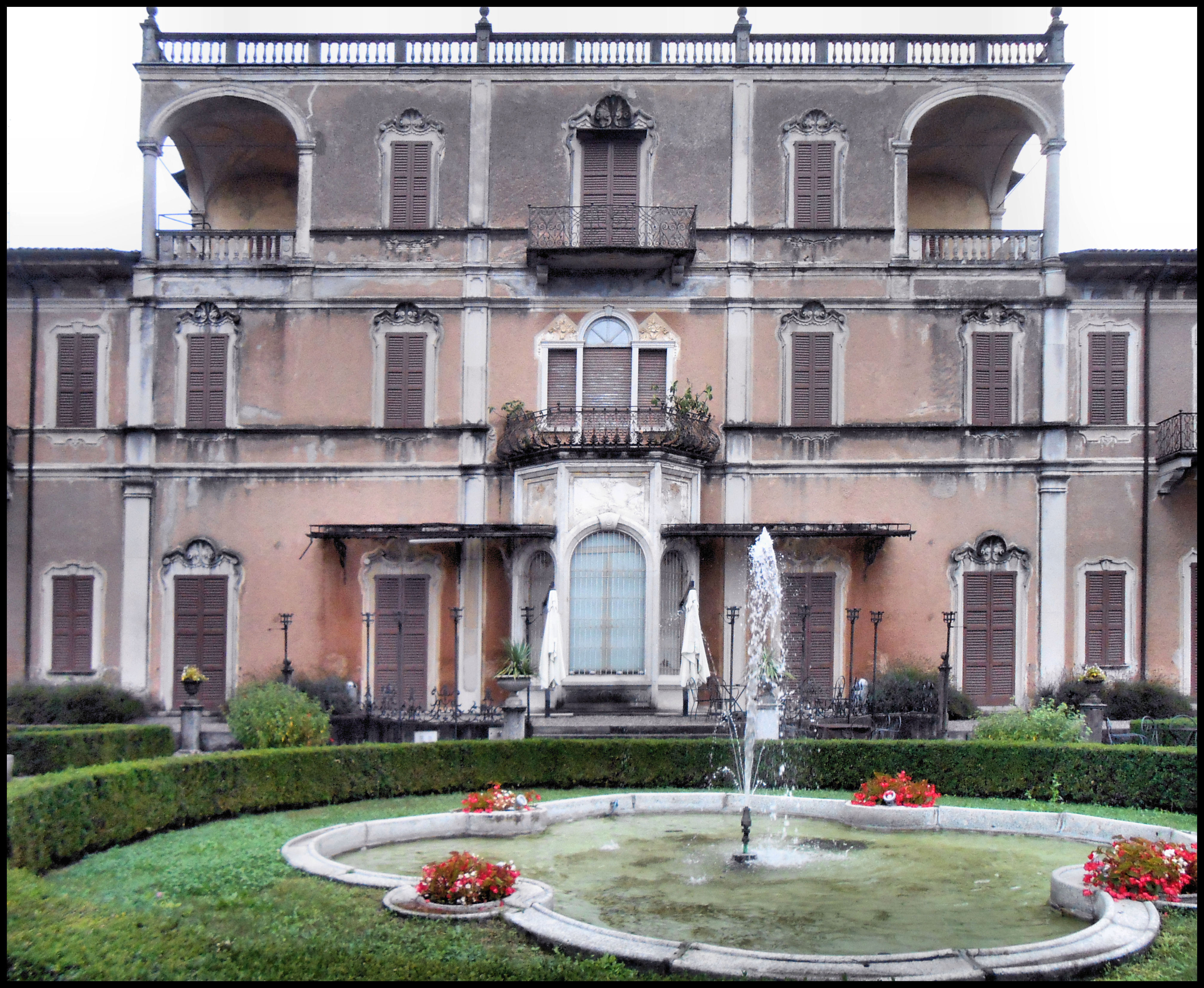
Villa Cagnola

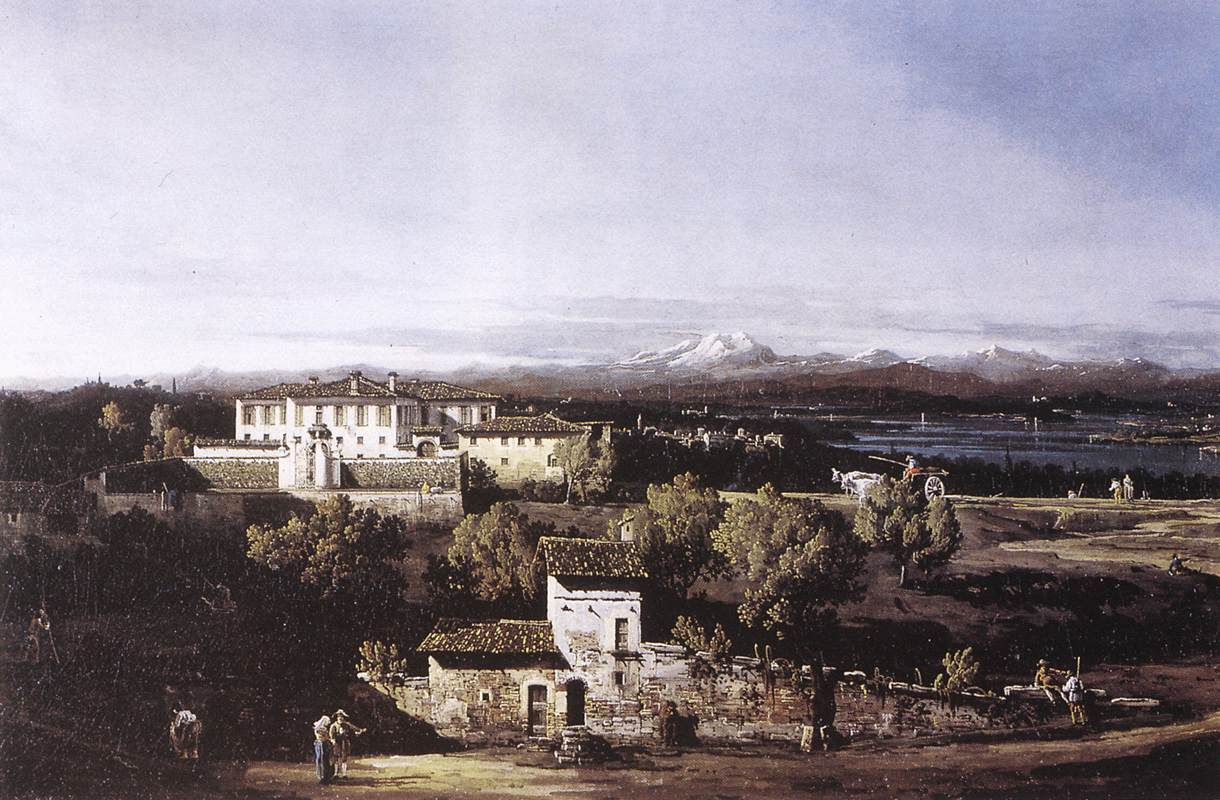
Villa Cagnola, Gemälde von Bernardo Bellotto

Gazzada Schianno ist eine italienische Gemeinde (comune) in der Provinz Varese in der Region Lombardei.

## Geographie
Die Gemeinde mit Fraktion Schianno bedeckt eine Fläche von 4,75 km² und liegt am Anfang der Autobahn Autostrada dei Laghi, die mit Mailand verbindet. Zu Gazzada Schianno gehören die Fraktionen Gazzada und Schianno. Außerdem unterhält die Gemeinde eine Städtepartnerschaft mit der Gemeinde Seckach. Die Nachbargemeinden sind Brunello, Buguggiate, Lozza, Morazzone und der Hauptort Varese.

## Geschichte
Gazzada gehörte zum Lehen des Val Bossa, dessen Herren die Bossi waren, und blieb bis zur Abschaffung der Feudalrechte ein Besitz. Von 1809 bis 1816 wurde Gazzada der unterdrückten Gemeinde Buguggiate zugeschlagen, um dann mit dem Königreich Lombardo-Venetien wieder autonom zu werden.
Schianno, erstmals in einer Urkunde aus dem Jahr 852 erwähnt, das aus dem Kloster Sant’Ambrogio in Mailand stammte, gehörte zum Lehen der Oberen Fraccia von Varese zunächst der Familie Girami (1538), dann der Visconti (1538), ein Lehen, das 1647 an die Visconti Borromeo verschenkt und schließlich 1750 von den Visconti Borromeo Arese geerbt wurde. Von 1809 bis 1816 war es der damaligen Gemeinde Bizzozero angegliedert und wurde später autonom.
Durch das Gesetz vom 26. März 1798 zur Organisation des Departements Verbano (Gesetz 6 germinale anno VI b) wurde die Gemeinde Gazzada in den Bezirk Varese eingegliedert. Nach der Aufhebung des Departements Verbano (Gesetz 15 fruttidoro anno VI c) und dem darauf folgenden Gesetz vom 26. September 1798 über die territoriale Aufteilung der Departements Olona, Alto Po, Serio und Mincio (Gesetz 5 vendemmiale anno VII) blieb Gazzada im Bezirk Varese, der damals zum Departement Olona gehörte. Mit der territorialen Aufteilung von 1801 wurde die Gemeinde in den Bezirk II von Varese des Departements Lario eingegliedert (Gesetz 23 fiorile Jahr IX). Im Jahr 1805 wurde die Gemeinde Gazzada in den Kanton I Varese des Bezirks II Varese des Departements Lario eingegliedert. Die Gemeinde gehörte zur Klasse III und hatte 431 Einwohner (Dekret vom 8. Juni 1805 a).
Nach der Zusammenlegung der Gemeinden des Departements Lario (Dekret vom 4. November 1809 b) wurde die Gemeinde Gazzada mit den zusammengelegten Gemeinden Buguggiate und Gazzada und insgesamt 680 Einwohnern gemäß dem bereits 1807 erstellten und in den beiden folgenden Jahren teilweise überarbeiteten Plan (Projekt der Zusammenlegung 1807, Lario) in den Kanton I von Varese des Bezirks II von Varese aufgenommen.
Im nächsten Projekt der Bereinigung und Konzentration der Gemeinden des Departements Lario wurde die Zusammenlegung von Gazzada mit der Gemeinde Bizzozero vorgeschlagen, da die Dauerhaftigkeit ihrer Bewertung die jährlichen Steuern belastete (1812). Mit dem nächsten territorialen Kompartiment des Departements Lario wurde Gazzada in die Gemeinde Bizzozero im Kanton I von Varese des Bezirks II von Varese eingegliedert (Dekret vom 30. Juli 1812).
Die Einheitsgemeinde wurde am 8. Juni 1927 nach Inkrafttreten des Dekrets über die Aufhebung der früheren Gemeinden und deren Zusammenlegung in der neuen Verwaltungseinheit gegründet.

## Bevölkerung
| Bevölkerungsentwicklung | Bevölkerungsentwicklung | Bevölkerungsentwicklung | Bevölkerungsentwicklung | Bevölkerungsentwicklung | Bevölkerungsentwicklung | Bevölkerungsentwicklung | Bevölkerungsentwicklung | Bevölkerungsentwicklung | Bevölkerungsentwicklung | Bevölkerungsentwicklung | Bevölkerungsentwicklung | Bevölkerungsentwicklung | Bevölkerungsentwicklung |
| ----------------------- | ----------------------- | ----------------------- | ----------------------- | ----------------------- | ----------------------- | ----------------------- | ----------------------- | ----------------------- | ----------------------- | ----------------------- | ----------------------- | ----------------------- | ----------------------- |
| Jahr                    | 1751                    | 1805                    | 1809                    | 1853                    | 1881                    | 1901                    | 1921                    | 1951                    | 1971                    | 1991                    | 2001                    | 2011                    | 2021                    |
| Einwohner               | 350                     | 431                     | *680                    | 668                     | 1466                    | 1596                    | 2124                    | 3069                    | 4599                    | 4537                    | 4517                    | 4644                    | 4526                    |

- 1809 Fusion mit Buguggiate
- 1812 Fusion mit Bizzozero

## Sehenswürdigkeiten
- Pfarrkirche Santa Croce im Gazzada bewahrt Fresken Adorazione dei Magi; Crocifissione; Predica di San Bernardino, Angelo reggituribolo Werke (1515) des Malers Francesco De Tatti (* um 1490 in Varese; † vor 13. Januar 1532 ebenda)[2]
- Kirche Santa Maria Assunta e Immacolata im Gazzada
- Kirche San Giorgio Martire im Ortsteil Schianno
- Kirche Santa Maria Assunta im Schianno
- Kirche Santi Cosma e Damiano im Schianno
- Villa Cagnola (17. Jahrhundert) mit Collezione Cagnola (Museum)
- Villa De Strens